# Westracystis fredaslini
Westracystis fredaslini är en snäckart som beskrevs av Alan Solem 1982. Westracystis fredaslini ingår i släktet Westracystis och familjen Helicarionidae. Inga underarter finns listade i Catalogue of Life.